# Ristluoto (ö i Egentliga Finland)
Ristluoto är en ö i Finland. Den ligger i Skärgårdshavet och i kommunen Nådendal i den ekonomiska regionen  Åbo ekonomiska region i landskapet Egentliga Finland, i den sydvästra delen av landet. Ön ligger omkring 39 kilometer väster om Åbo och omkring 190 kilometer väster om Helsingfors.
Öns area är 54,1 hektar och dess största längd är 1,7 kilometer i sydöst-nordvästlig riktning. Ön höjer sig omkring 20 meter över havsytan.